# Породица Рибар
Породица Рибар је породица југословенског и хрватског политичара и правника др Ивана Рибара. Сачињавали су је супруга Антонија и синови Иво Лола и Јурица, као и Антонијина деца из првог брака — син Жарко и ћерке Божена и Мира.
Порекло породице је са Кордуна из села Рибари, код Карловца. Иван и Антонија Рибар венчали су се у Загребу 1915. године, а након Првог светског рата су се вратили у Ђаково, где су обоје живели пре рата. Године 1923, године породица се преселила у Београд. Од 1928. године су живели у Француској улици број 32, а њихова кућа је била једно од стецишта културног живота Београда, где су се окупљали млади уметници и револуционари.
У току Народноослободилачког рата страдала су обојица браће Рибар – Иво и Јурица, као и њихова мајка Антонија.

## Порекло
Породица Рибар воде порекло са Кордуна из села Рибари, које се налази уз обалу реке Купе, недалеко од Карловца. Отац Ивана Рибара, Андрија Рибар рођен је 1850. године од оца Јосипа и мајке Маре, рођене Цекурић. Они су тада живели у великој сеоској родбинској задрузи, која је имала преко 50 чланова, а њен старешина је пуних једанаест година био Јосип Рибар. Свака задруга је имала право да пошаље једно мушко дете на школовање, па је избор пао на Андрију, јер је био физички слабији од друге деце. Најпре је похађао народну школу у оближњем селу Скаквац, где му је учитељ био даљи рођак Павао Хорват. Потом је у Вукманићу и Раковцу (данас предграђе Карловца) похађао више разреде главне школе, где се сва настава предавала искључиво на немачком језику.
Након завршене тада основане Учитељске школе (препарандија) у Петрињи, почео је да ради као учитељ. Прву службу добио је у кордунашком селу Батнога, код Цетинграда, на самој граници са Цазинском крајином. Ту се није дуго задржао, јер је био премештен у Вукманић, у близини Карловца, где је службовао пуних четрнаест година. У Вукманићу се оженио Емијлијом Милком (1855–1922), ћерком учитеља Ивана Пинтара и његове жене Марије, рођене Радочај. У браку са Емилијом Андрија је добио четворо деце – Андрију (1879–1951), Ивана (1881–1968), Марицу (1882–1952) и Милана (1894–1984). Прво троје деце рођено је у Вукманићу, док је најмлађи Милан рођен у Карловцу.
Школу у Вукманићу, у којој је радио Андрија Рибар и коју је похађало његово троје старије деце, похађала су поред хрватске деце из Вукманића и српска деца, која су долазила из села, која су припадала општини Вукманић. Како је Андрија био поборник југословенске идеје, он је своју децу и ђаке учио да су Хрвати и Срби браћа и да морају живети у слози. Уочивши код своје деце склоност ка учењу, Андрија и Емилија су одлучили да их дају на даље школовање. Како није имао довољно новца за то, синови Андрија и Иван су током учења гимназије у Карловцу, морали да сами зарађују за живот. Као одлични ђаци, они су деци богатијих ученика давали приватне часове. Андрија Рибар умро је 1940. године у Карловцу.

## Родитељи

### Иван Рибар
Иван Рибар рођен је 21. јануара 1881. године у Вукманићу, код Карловца. Гиманзију је завршио у Карловцу, а право је од 1900. до 1904. године студирао у Бечу, Прагу и Загребу, где је и докторирао. Још као студент је ступио у редове хрватске напредне омладине, а 1904. године је учествовао у стварању Хрватске напредне странке, која је идуће 1905. приступила Хрватско-српској коалицији, на чијем је челу био Светозар Прибићевић. Од 1913. године је био заступник у Хрватском сабору. За време Првог светског рата је био мобилисан и најпре држан као талац, а касније је одведен на Источни фронт. Касније је враћен у Хрватску, а од 1916. године је био члан заједничког Сабора у Пешти.
Године 1918, је постао члан Народног вијећа Државе Словенаца, Хрвата и Срба у Загребу, а 1919. потпредседник Привременог народног Председништва Краљевине СХС. Учествовао је у формирању Демократске странке 1919. године и био њен члан до 1938. године. На првим парламентарним изборима је изабран за народног посланика, а био је и председник Уставотворне скупштине од 1920. до 1922. године.
Након увођења Шестојануарске диктатуре, 1929. године са истакнутим интелектуалцима је радио на оснивању Народног фронта, а био је и активан члан Удружене опозиције. Као адвокат је учествовао у одбрани комуниста пред Државним судом за заштиту државе. Од 1937. године је своју политичку групу Демократску левицу повезао са Народним фронтом, који је основан на иницијативу тада илегалне КП Југославије.
Након окупације до 1942. године је живео у окупираном Београду, а потом се пребацио у окупирани Загреб, одакле је прешао на ослобођену територију. Године 1942. је примљен у чланство Комунистичке партије, а крајем исте године је радио на оснивању АВНОЈ-а. На Првом заседању АВНОЈ-а у Бихаћу, новембра 1942. је био изабран за председника његовог Извршног одбора, а на Другом заседању у Јајцу, новембра 1943. године је изабран за председника АВНОЈ-а.
Након рата је до 1946. године био председник Уставотворне скупштине, а од 1946. до 1953. председник Президијума Народне скупштине ФНРЈ. До 1963. године је био посланик у Народној скупштини ФНРЈ и Сабору НР Хрватске, када се повукао из политичког живота.
Пошто му је у току рата страдала супруга Тоница, Иван се 1952. године оженио са сликарком Цатом Дујшин-Рибар, удовицом глумца Дубравка Дујшина. До 1953. године су живели у Београду, а потом у Загребу.
Умро је 2. фебруара 1968. године у Загребу и сахрањен је на гробљу Мирогој.

### Тоница Рибар
Антонија Тоница Рибар рођена је 1882. године у селу Драга, код Сушака (данас делови Ријеке). Њен отац Кузма Петрић био је поседник, а мајка Божица, рођена Киселић, домаћица и поред Тонице су имали још петоро деце. У браку са апотекаром магистром Лујом Шиматом (1874—1913), са којим је живела у Ђакову, рођено је троје деце — син Жарко и ћерке Божена и Мира. Лујо Шимат се 1912. године разболео и наредне године умро, након чега се Тоница са децом преселила у Загреб. У току Првог светског рата, она се 30. августа 1915. године у цркви Светог Марка у Загребу удала за Ивана Рибара. У овом браку рођено је још двоје деце — синови Иво Лола и Јурица.
Од 1923. године Тоница је са породицом живела у Београду, где је активно учествовала у друштвеном животу. Дружила се са Кристом Ђорђевић и била веома активна у Друштву пријатеља уметности „Цвијета Зузорић”, чији је била потпредседник. Након окупације Југославије и почетка Народноослободилачког рата, 1941. године, њени синови Иво и Јурица су отишли у партизане, а 1942. у партизане је отишао и њен супруг Иван Рибар, док је њена ћерка Мира била ухапшена.
Заједно са старијом ћерком Боженом, напустила је окупирани Београд и прешла у Срем. Боравила је на ослобођеној територији Земунског среза — најпре у Карловчићу, потом у Јакову код породице Јовановић и на крају у Купинову код породице Милутиновић. Она и ћерка живеле су илегално, Тоница под именом „тека Вида”, а Божена под именом „Бранка”. Иако је вест о погибији њених синова, скривана од ње, она је то сазнала током боравка у Јакову. Приликом окупаторске блокаде села Купинова, 8. јула 1944. године Тоница је заједно са осталим мештанима одведена у порту цркве, где су вршена ислеђивања. Један од потказивача из села, окупаторима је рекао да је Тоница активисткиња Народноослободилачког покрета.
У том тренутку њен супруг је био председник АВНОЈ-а, па је постојала могућност да буде размењена за заробљене Немце, али је она одбила да окупаторима открије свој прави идентитет и била је стрељана. Тек након убиства, окупатори су сазнали њен прави идентитет. Сахрањена је у Купинову, а после рата су њени посмртни остаци пренети на Ново гробље и сахрањени заједно са најмлађим сином Јурицом.

## Браћа Рибар
Браћа Рибар је назив за браћу Иву Лолу и Јурицу Рибар, синове политичара Ивана Рибара. Лола и Јурица су припадали предратном омладинском револуционарном покрету, а након окупације су били учесници Народноослободилачког рата. Обојица су погинула у јесен 1943. године. Млађи Јурица је страдао 3. октобра у борбама против Италијана и четника код Колашина, а старији Иво Лола је погинуо 27. новембра на Гламочком пољу, приликом немачког ваздушног напада на авион са којим је требало да одлети у Бари.
У време постојања Социјалистичке Федеративне Републике Југославије, имена браће Рибар носиле су многе улице, школе, пионирски одреди, омладинске радне бригаде и друге установе. Основна школа Краљ Петар Први у Београду, чији су ђаци некада били, носила је од 1952. до 1993. године име „Браћа Рибар”. Поред ове, школе које су носиле име Браћа Рибар постојале су између осталог у — Загребу (од 1960. до 1992, а данас ОШ „Хорвати”), Вировитици (од 1974. до 1992, а данас ОШ „Иване Брлић Мажуранић”) Осијеку (од 1964. до 1992, а данас ОШ „Фрање Крежме”) Тузли (од 1960. ОШ „Иво Лола Рибар”, а потом ОШ „Браћа Рибар” до 1993. године. Данас ОШ „Нови град”) и др.
Данас име Браћа Рибар носе основне школе у — Никшићу; Сиску; Затону, код Бијелог Поља; Доњој Борини, код Малог Зворника; Поседарју, код Задра, Табановце, код Куманова и др.

### Иво Лола Рибар
Иво Лола Рибар рођен је 23. април 1916. у Загребу. Одрастао је у Ђакову, Карловцу и Београду. Школовао се у Паризу и Женеви, а дипломирао је на Правном факултету у Београду, 1939. године. Током студија на Београдском универзитету се повезао са револуционарним студентским и комунистичким покретом, па је 1935. постао члан Савеза комунистичке омладине, а 1936. године члан Комунистичке партије.
Био је истакнути студентски и омладински руководилац, који је учествовао на многим међународним омладинским конгресима — у Бриселу, фебруара 1936, у Женеви септембра 1936. и у Паризу, августа 1937. године. По директиви ЦК КПЈ, 1937. године је прешао у Загреб, где је постао руководилац Централне извршне комисије при ЦК КПЈ, која је касније прерасла у Централни комитет СКОЈ-а. На Петој и Шестој земаљској конференцији СКОЈ-а, 1939. и 1940. године, биран је за политичког секретара ЦК СКОЈ-а, а на Петој земаљској конференцији КПЈ, октобра 1940. године је изабран за члана ЦК КПЈ.
После окупације Југославије, 1941. године активно је радио на организовању и припреми оружаног устанка. Током јула и августа 1941. године, непосредно је руководио акцијама илегалаца у окупираном Београду, а у септембру је прешао на ослобођену територију. У току 1942. и 1943. године је неколико пута одлазио на окупирана подручја, а боравио је и у окупираном Загребу и Београду.
Био је један од организатора Првог конгреса антифашистичке омладине, одржаног новембра 1942, на коме је био изабран за председника Уједињеног савеза антифашистичке омладине Југославије. Октобра 1943. године је био одређен за шефа прве војне мисије НОВ и ПОЈ, која је требало да оде у Штаб савезничке команде за Блиски исток, у Каиру. Погинуо је 27. новембра 1943. године приликом непријатељског ваздушног напада на авион којим је требало да се са Гламочког поља пребаци у Бари.
Проглашен је за народног хероја 18. новембра 1944. године, а његови посмртни остаци су 1948. пренети у Београд и сахрањени у Гробницу народних хероја на Калемегдану.

### Јурица Рибар
Јурица Рибар је рођен 26. мартa 1918. године у Ђакову. Одрастао је у Ђакову и Београду. Још као ученик гимназије у Београду исказао је склоност ка сликарству, а интересовао се и за музику и спорт. Похађао је сликарске школе Јована Бијелића и Николе Бешевића. Студирао је Правни факултет у Београду, који је завршио 1941. године и активно учествовао у револуционарном студентском покрету. Од 1934. године је био члан СКОЈ-а, а маја 1941. и члан КПЈ.
Дружио се са младим сликарима, а 1938. године је био један од оснивача сликарске групе „Десеторица“, у којој су између осталих били — Љубица-Цуца Сокић, Даница Антић, Богдан Шупут, Алекса Челебоновић и др. Током студија је био активан у Академском позоришту, а био је и председник Културног одбора Универзитета у Београду. Објављивао је и у листовима „Млада култура” и „Студент”.
Након окупације Југославије, 1941. године извесно време је боравио у окупираном Београду, где је учествовао у акцијама илегалаца, а почетком октобра је отишао на ослобођену територију. У ослобођеном Ужицу, у јесен 1941. године заједно са Јованом Марковићем, радио је као уредник „Омладинске борбе“, органа ЦК СКОЈ-а. Такође, јер са другим партизанским сликарима приредио изложбу поводом годишњице Октобарске револуције. Повукао се са главнином партизанских снага у Санџак, а потом прешао у Босну, где је боравио у ослобођеној Фочи и радио на издавању листа „Народни борац”.
При Врховном штабу НОП и ДВЈ био је задужен за рад са омладином, па је једно време био члан Покрајинског комитета СКОЈ-а за Босну и Херцеговину, а касније је упућен у Црну Гору, где је постао члан Политодела Четврте пролетерске црногорске ударне бригаде, која је формирана јуна 1942. године. Од тада па до погибије учествовао је у ратном путу ове бригаде током похода у Босанску крајину, Четвртој и Петој непријатељској офанзиви, као и у борбама у Црној Гори у јесен 1943. године. Био је учесник је Првог заседања УСАОЈ-а у Бихаћу, децембра 1942. године.
Тешко је рањен октобра 1943. године у борбама за одбрану Колашина, од Италијана и четника. Као тешки рањеник пребачен је у село Требаљево, где је убрзо преминуо, 3. октобра 1943. године. Сахрањен је у Требаљеву, а после рата су његови посмртни остаци пренети на Ново гробље и сахрањени заједно са мајком Тоницом.

### Деца Тонице Рибар
Из брака са апотекаром Лујом Шиматом (1874—1913) Антонија Тоница Рибар имала је троје деце:
- најстарији је био син Жарко Шимат (1902—1975).
- средња ћерка Божена (1906—1977) била је удата за Ефтрефа Бадњевића (1907—1980) адвоката и амбасадора ФНРЈ у Египту, Либану и Сирији. Сахрањена је на Новом гробљу заједно са мајком Тоницом и братом Јурицом.
- најмлађа ћерка Мира (1909—1982) била је удата за Михаила Вучковића (1908—1978) доктора економских наука и професора универзитета. Михаилов рођени брат био је композитор Војислав Вучковић (1910—1942), који је у току рата, заједно са супругом Фани Политео (1910—1942) убијен у Специјалној полицији.

## Фотогалерија
- Кућа породице Рибар у Загребу
- Кућа породице Рибар у Ђакову
- Спомен-плоча на кући у Ђакову
- Кућа породице Рибар у Београду
- Гроб Ивана Рибара на Мирогоју
- Гробница Тонице и Јурице Рибар на Новом гробљу
- Гробница Тонице и Јурице Рибар на Новом гробљу
- Гробница народних хероја на Калемегдану
- Биста Иве Лоле Рибара
- Албум Корни групе „Лола Рибар”